# Van Etten, New York
Van Etten, New York (енгл. Van Etten) град је у америчкој савезној држави Њујорк.

## Демографија
По попису из 2010. године број становника је 537, што је 44 (-7,6%) становника мање него 2000. године.
| Група             | 2000.       | 2010.       |
| Белци             | 571 (98,3%) | 510 (95,0%) |
| Афроамериканци    | 1 (0,2%)    | 2 (0,4%)    |
| Азијати           | 1 (0,2%)    | 0 (0,0%)    |
| Хиспаноамериканци | 0 (0,0%)    | 10 (1,9%)   |
| Укупно            | 581         | 537         |